# Undeceived
Undeceived è il secondo album in studio del gruppo musicale metal norvegese Extol, pubblicato nel 2000.

## Tracce
1. Inferno – 5:15
2. Undeceived – 7:07
3. Time Stands Still – 7:59
4. Ember – 6:30
5. Meadows of Silence – 1:28
6. Shelter – 6:16
7. A Structure of Souls – 4:13
8. Of Light and Shade – 4:47
9. Where Sleep Is Rest – 3:18
10. Renewal – 5:06
11. Abandoned – 0:54
12. And I Watch – 4:33

## Formazione
- Peter Espevoll - voce
- Ole Børud - chitarra, voce
- Christer Espevoll - chitarra
- Tor Magne Glidje - basso
- David Husvik - batteria